# Obere Zitteraueralm
Die Obere Zitteraueralm (auch Obere Zittrauer Alm, Zitteraueralm, Zitterauer Alm, Zitterauerhochalm, Zitterauer Hochalpe, Zittrauer Alm und Zittraueralm) ist eine Alm in der Gemeinde Bad Gastein im österreichischen Bundesland Salzburg.

## Lage und Charakteristik
Die Obere Zitteraueralm liegt nordöstlich des Gipfels des Hirschkarkogels in der Goldberggruppe. Sie befindet sich in der Ortschaft Bad Gastein und in der Katastralgemeinde Böckstein. Sie ist dem Zitterauergut in Lafen zugehörig. Über die Alm fließt der Hirschkarbach, ein linksseitiger Nebenbach der Gasteiner Ache.
Auf der Oberen Zitteraueralm wird nach wie vor im Sommer Vieh gehalten. Eine Almhütte steht auf einer Höhe von 1872 m ü. A. Sie wird ungefähr von Juni bis Mitte September als Jausenstation mit bis zu dreißig Sitzplätzen betrieben. Hier werden hofeigene Produkte verkauft.

## Geschichte
Zitterauer ist – in verschiedenen Schreibweisen – ein seit Jahrhunderten im Gasteinertal verbreiteter Familienname.
Im von 1823 bis 1830 erstellten Franziszeischen Kataster ist die Almhütte bereits verzeichnet. Sie wurde 1936 neu erbaut. Ihr Dach wurde 1989 renoviert.
Der Sommer- und Wintertourismus verdrängte zunehmend die Almwirtschaft. Schon in den 1970er Jahren war Weidevieh auf der Oberen Zitteraueralm nur noch selten zu finden. Dadurch veränderte sich die Vegetation. Neben der Grün-Erle (AInus viridis) und der Latsche (Pinus mugo) breiteten sich die Besenheide (Calluna vulgaris), die Zwittrige Krähenbeere (Empetrum hermaphroditum), die Rostblättrige Alpenrose (Rhododendron ferrugineum), die Heidelbeere (Vaccinium myrtillus), die Rauschbeere (Vaccinium uliginosum) und die Preiselbeere (Vaccinium vitis-idea) aus. In Hüttennähe unverändert stark vorhanden blieb der früher wegen Überdüngung mit tierischen Exkrementen wuchernde Alpen-Ampfer (Rumex alpinus).